# Galicia (1891)
El Galicia fue un cañonero torpedero que prestó servicio desde 1891 y pertenecía a una serie de 6 buques similares aprobados en el programa naval de Rodríguez Arias. La serie a la que pertenecía el Galicia estaba formada por seis unidades Fue el tercer buque de la Armada Española en portar dicho nombre.

## Historial

### España
Participó en la Guerra hispano-estadounidense, prestando servicio en La Habana. Tras la guerra se firmó el Tratado de París, que en su artículo V señalaba: "[...] Serán propiedad de España banderas y estandartes, buques de guerra no apresados, armas portátiles, cañones de todos calibres...". Por este artículo continuó en poder de España y fue vendido a los Estados Unidos de Venezuela, donde prestó servicio con el nombre de ARV Bolívar.

### Venezuela

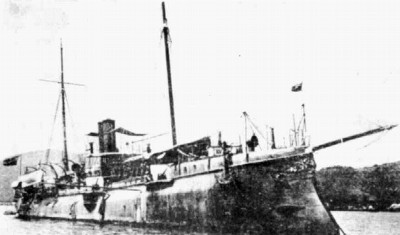
El Bolivar

El 10 de diciembre de 1902 durante el bloqueo naval al que fueron sometidos los Estados Unidos de Venezuela por el Reino Unido, Alemania e Italia, fue capturado en la isla de Trinidad por el crucero protegido de clase Astrea HMS Charybdis que lo obligó a navegar con bandera británica durante el resto de la crisis.
En julio de 1903 junto a los vapores Restaurador, Zamora y el cañonero Miranda participó  el bloqueo naval a Ciudad Bolívar, logrando la rendición del general Rolando y con ello el fin oficial de la guerra civil y la derrota de la Revolución Libertadora.[cita requerida]
Según parece ser, el Bolívar fue desguazado en 1910.[cita requerida]

### Buques de la clase
• Temerario, construido en Cartagena.
 
• Veloz (renombrado Nueva España), construido en el arsenal de La Carraca, Cádiz.
 
• Audaz (renombrado Martín Alonso Pinzón), construido en el arsenal de La Carraca, Cádiz.
 
• Veloz (renombrado Marqués de Molins), construido por Vila y Compañía en La Graña, Ferrol.
 
• Rápido (renombrado Vicente Yáñez Pinzón), construido por Vila y Compañía en La Graña, Ferrol.
 
• Galicia, construido por Vila y Compañía en La Graña, Ferrol.